# Фріц Кеттеріч
Фріц Кеттеріч (нім. Fritz Kötteritzsch; 1935, Мюнстер, Третій Рейх — 19 вересня 1964, Боенде, ДРК) — німецький найманець.

## Біографія
Здобув спеціальність слюсаря. 3 роки служив в бундесвері, унтерофіцер парашутних частин. Кеттеріч прочитав в газеті, що конголезький уряд шукає найманців, він звернувся в пункт набору в Брюсселі. В серпні-вересня 1964 року прибув в Каміну, де був зарахований Зігфрідом Мюллером в загін «Командо 52», який нараховував близько 50 бійців. Разом із 80-ма солдатами конголезької армії загін взяв участь у першій атаці на окуповане повстанцями Сімба Боенде. Повстанці відбили атаку, а Кеттеріч загинув у бою. За словами Мюллера, він помер на місці від пострілу в серце.
Загибель Кеттеріча була широко висвітлена в ЗМІ, оскільки німецький журналіст Герд Гайдеманн взяв інтерв'ю в найманців, яке включало питання і відповіді щодо його загибелі.